# Д-36
Д-36 — трёхвальный, с высокой степенью двухконтурности (5,34) Турбовентиляторный двигатель модульной конструкции.
Существуют серии двигателя 1, 1А, 2А, 3А, 4А.
Двигатель Д-36 устанавливается на пассажирских самолётах Як-42, на транспортных самолётах Ан-72 и Ан-74, экранопланы «Комета-2» и «Вихрь-2».
Двигатель разработан в ГП «Запорожское машиностроительное конструкторское бюро „Прогресс“ имени академика А. Г. Ивченко»
Производится на ОАО «Мотор Сич» (г. Запорожье). Серийное производство начато в 1977 году.
(В 1969 г. Д-36 предполагали установить на вариант Ан-12 со стреловидным крылом.   https://www.airwar.ru/enc/craft/an12.html )

## Конструкция

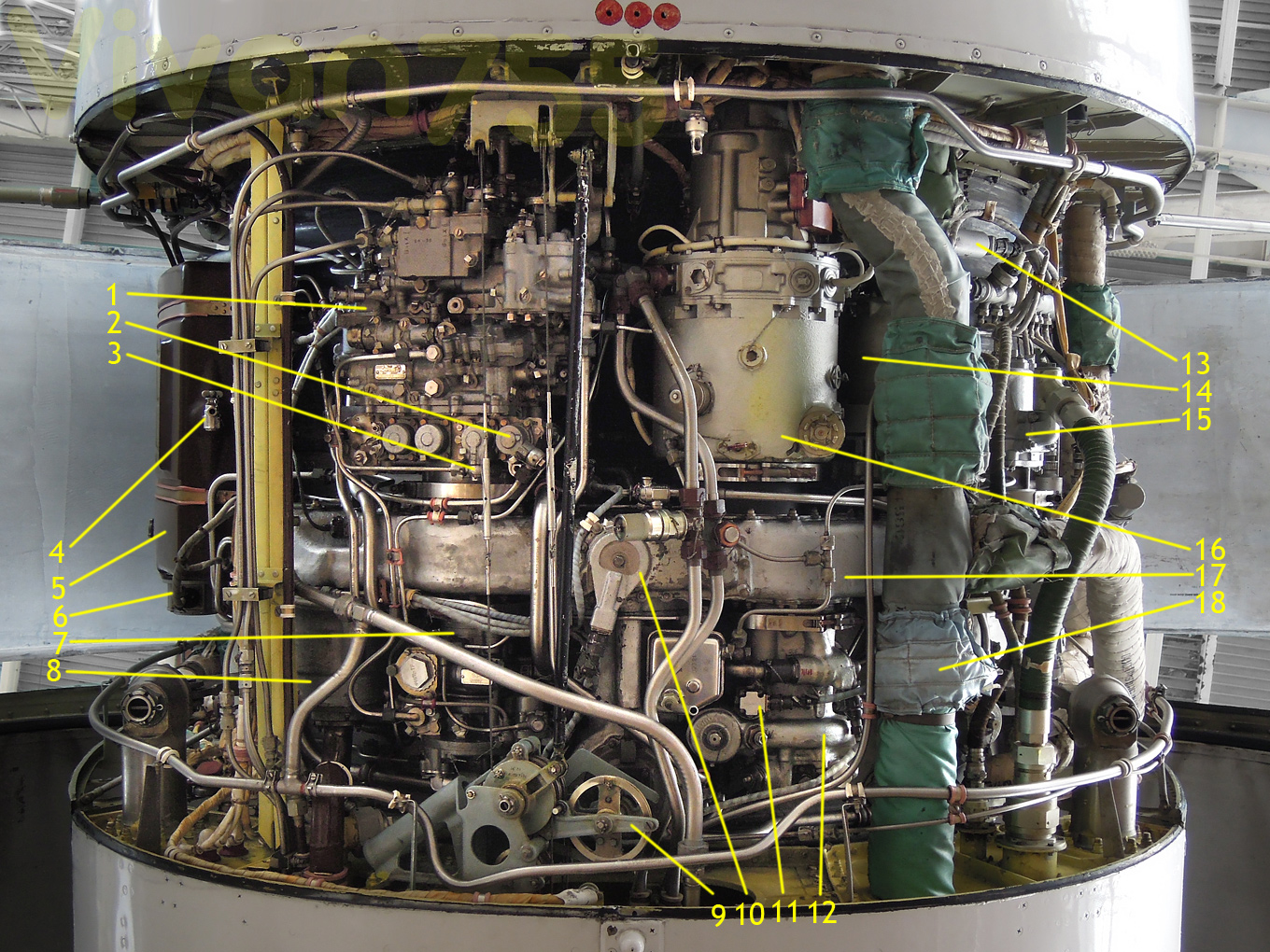
Вид снизу на агрегаты Д-36

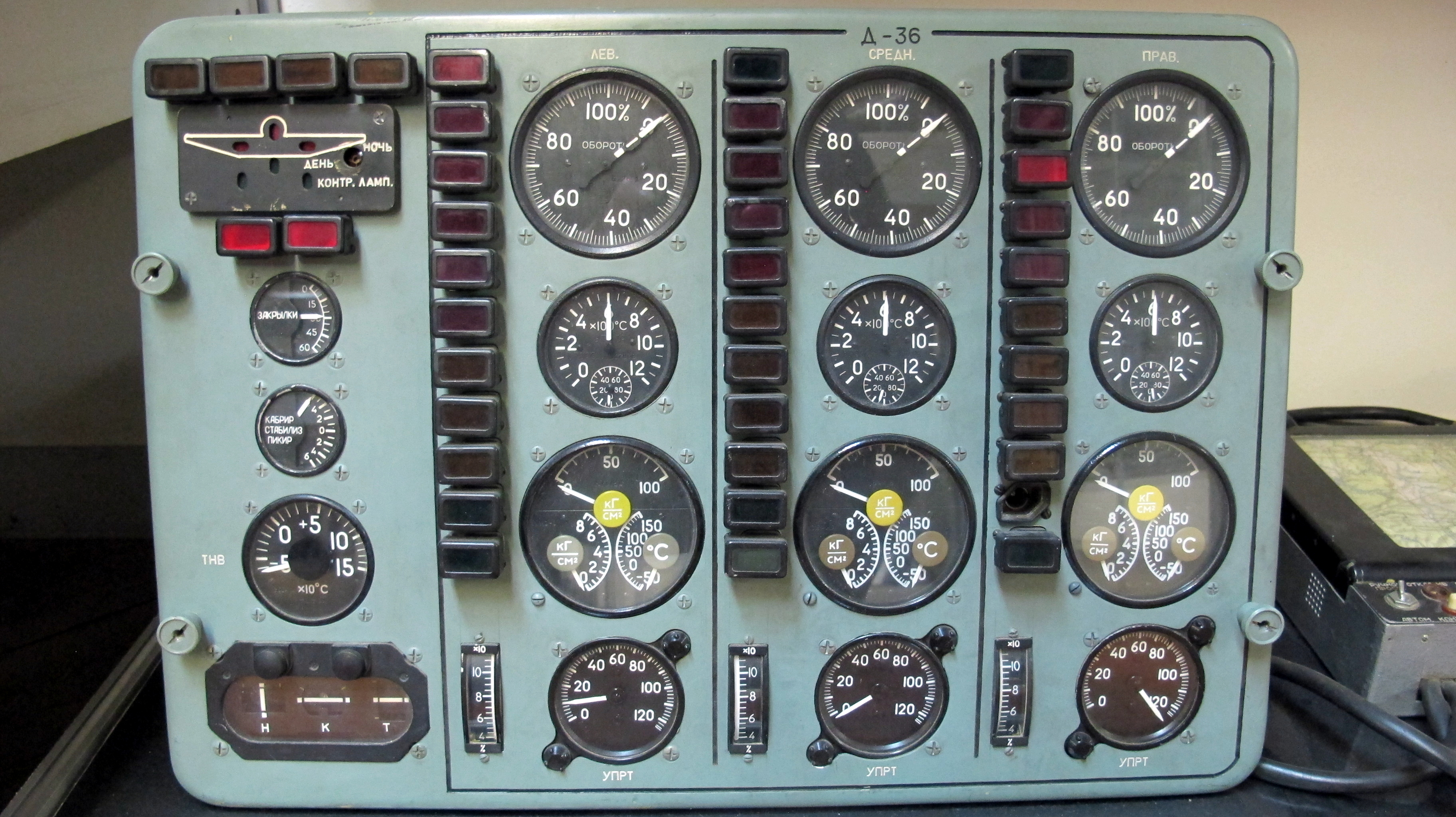
Средняя приборная панель Як-42 с приборами контроля двигателей Д-36

Двигатель — трёхвальный, состоит из ротора вентилятора и роторов низкого и высокого давления. Каждый ротор опирается на два подшипника и связан с другими только газодинамической связью. Вентилятор — сверхзвуковой, создающий основную долю тяги на малых и средних высотах, приводится 3-ступенчатой турбиной. Компрессор низкого давления (КНД) — околозвуковой, 6-ступенчатый, высокого давления (КВД) — дозвуковой, 7-ступенчатый, приводятся КНД и КВД одноступенчатыми турбинами (ТНД и ТВД соответственно). КНД расположен в передней части двигателя за вентилятором, КВД — за промежуточным корпусом.
Для обеспечения газодинамической устойчивости, настройки режимов работы компрессоров и согласования работы каскадов двигателя в КВД и КНД предусмотрены поворотные лопатки входных направляющих аппаратов (ВНА), регулируемые при доводке двигателя на стенде, а для обеспечения устойчивости на запуске и при малой частоте вращения роторов — клапаны перепуска воздуха (КПВ) за КНД и КВД. Для обеспечения возможности осмотра проточной части в корпусах компрессоров выполнены смотровые окна, закрытые заглушками с цанговыми фиксаторами.
Двигатель выполнен по модульной схеме, состоит из двенадцати модулей:
- ротор вентилятора;
- спрямляющий аппарат вентилятора;
- вал вентилятора;
- КНД;
- промежуточный корпус с КВД;
- коробка приводов;
- камера сгорания;
- ротор ТВД;
- корпус опор турбины;
- ротор ТНД;
- турбина вентилятора;
- задняя опора.

На двигателе размещены следующие агрегаты:
- блок топливных насосов агрегат 934 с центробежной ступенью низкого давления (ННД) и шестерёнчатой ступенью высокого давления (НВД);
- топливно-масляный агрегат (ТМА);
- датчик расхода (ДР);
- топливный регулятор агрегат 935;
- электромагнитный клапан пускового топлива (клапан ПТ);
- коллектор пускового топлива (коллектор ПТ);
- топливный коллектор;
- датчик давления (ДД);
- 24 форсунки рабочего топлива (РФ)

С каждым двигателем работает электронная система управления ЭСУ-2-3. Система, по поступающей от датчиков ДТА-10, Т-80, БСКТ-220 информации в электронный блок, работающий совместно с топливным регулятором — агрегатом 935 и блоком топливных насосов — агрегатом 934, предохраняет двигатель от возникновения режимов работы с превышением максимально допустимых значений частот вращения роторов и температуры газов за турбиной.

## Конструкция модулей

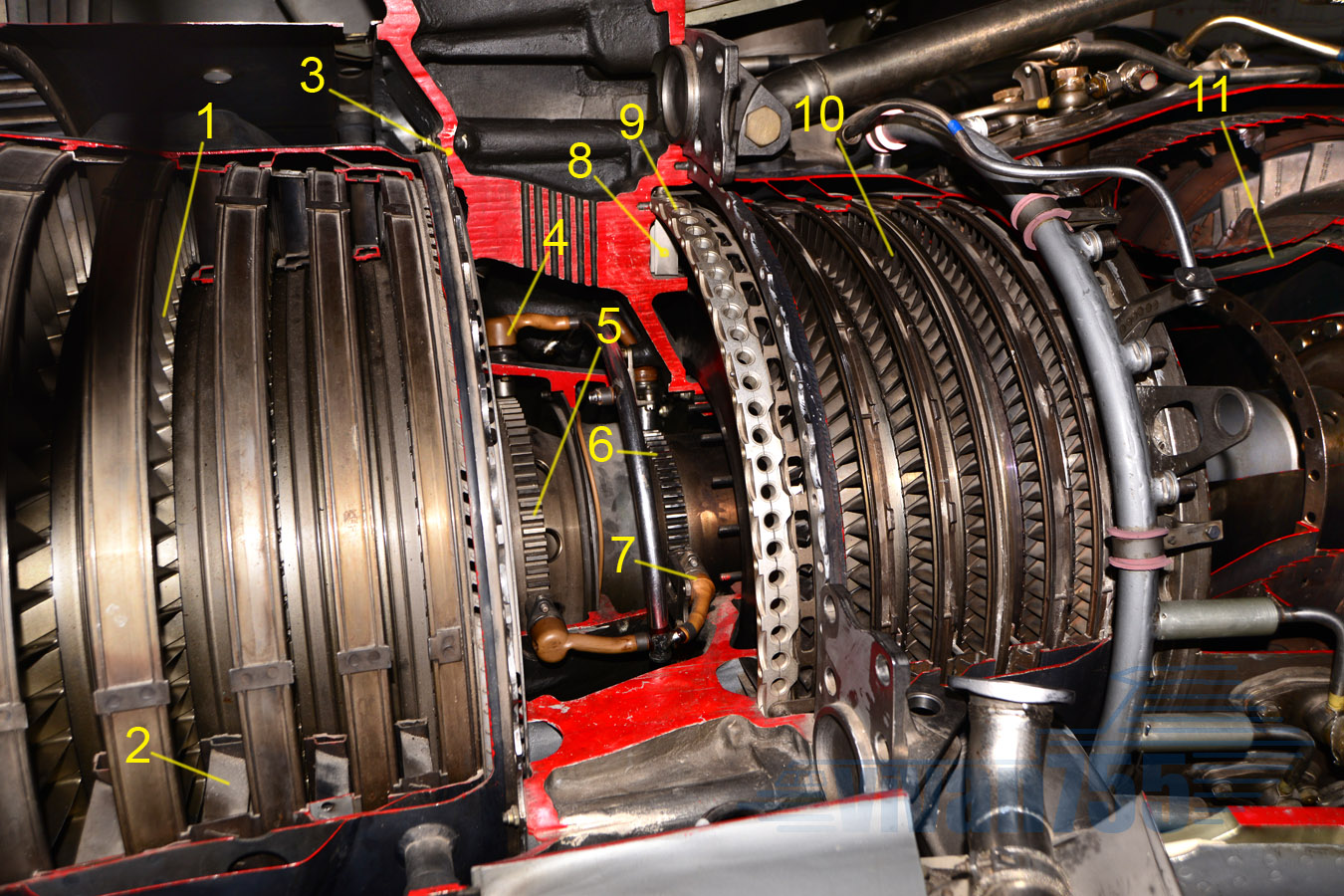
Разрезанный Д-36, Самарский университет

Компрессор низкого давления состоит из переднего корпуса с ВНА КНД, ротора, статора, клапанов перепуска воздуха и подшипникового узла передней опоры ротора. Шарикоподшипник передней опоры установлен на масляном демпфере.
Передний корпус КНД — литой, состоящий из наружного и внутреннего колец, соединённых между собой восемью обтекаемыми стойками, образующей воздушный тракт на входе в компрессор и осуществляет силовую связь передней опоры компрессора низкого давления (КНД) с корпусными деталями двигателя. К переднему фланцу наружного кольца переднего корпуса крепится проставка, служащая для крепления ПЗУ (пылезащитное устройство) на входе в двигатель. К заднему фланцу наружного кольца переднего корпуса крепится наружное кольцо (входного направляющего аппарата) ВНА КНД, в котором установлены лопатки ВНА КНД.
Ротор КНД — барабанно-дисковой конструкции, состоит из следующих основных частей:
- рабочего колеса 1 ступени;
- рабочего колеса 2 ступени;
- рабочего колеса 3 ступени;
- сварной секции рабочих колёс 4, 5 и 6 ступеней;
- переднего вала;
- заднего вала;
- переднего лабиринта;
- заднего лабиринта с зубчатым венцом, являющимся индуктором для датчика замера частоты вращения ротора низкого давления бесконтактым способом.

Рабочие колёса 1, 2, 3 ступеней и секция 4, 5, 6 ступеней соединяются между собой призонными болтами. К переднему фланцу сварной секции ротора крепится передний вал ротора. На валу смонтированы детали передней опоры ротора низкого давления.
К диску шестой ступени крепится задний вал. Хвостовик вала опирается на роликоподшипник в корпусе опор турбины и передаёт крутящий момент ротору от турбины низкого давления.
Компрессор высокого давления состоит из входного направляющего аппарата (ВНА), ротора, статора, клапанов перепуска воздуха с кожухами и подшипникового узла передней опоры ротора высокого давления. ВНА расположен в передней части КВД. Консольные лопатки ВНА с жёстко прикреплёнными к их цапфам рычагами помещены в разъёмное кольцо, которое крепится к промежуточному корпусу. Конструкция ВНА позволяет производить регулировку углов установки лопаток на собранном неработающем двигателе в стендовых условиях. Ротор КВД — семиступенчатый, барабанно-дисковой конструкции состоит из секции ротора 1-5 ступеней, рабочих колёс шестой и седьмой ступеней, проставки, переднего вала и заднего вала. Секция ротора 1-5 ступеней, рабочее колесо шестой ступени, проставка и рабочее колесо седьмой ступени, передний и задний валы крепятся между собой болтами.
Передний вал крепится фланцем к диску шестой ступени и проставке, а хвостовиком опирается на шарикоподшипник передней опоры ротора. На переднем валу установлены детали передней опоры ротора и ведущая шестерня для привода агрегатов двигателя.
Задний вал крепится передним фланцем к диску седьмой ступени и проставке. Каждое рабочее колесо состоит из диска и рабочих лопаток, установленных в ободе диска с помощью замков типа «ласточкин хвост». От осевых перемещений рабочие лопатки фиксируются пластинчатыми замками.
Статор КВД состоит из корпуса, в котором установлены шесть венцов направляющих аппаратов и семь рабочих колец.
Корпус КВД — цельный, с двумя фланцами по торцам. На переднем фланце, которым корпус крепится к промежуточному корпусу, выполнены отверстия под шпильки крепления, и одно отверстие вверху, в вертикальной плоскости для штифта, фиксирующего угловое положение КВД относительно промежуточного корпуса. На заднем фланце выполнен ряд отверстий под винты крепления к корпусу камеры сгорания, и одно отверстие, в которое запрессован штифт, фиксирующий окружное положение набора рабочих колец пятой, шестой и седьмой ступеней, направляющих аппаратов четвёртой, пятой и шестой ступеней и корпуса камеры сгорания.
Рабочие кольца всех ступеней цельные, направляющие аппараты всех ступеней имеют разъёмы в диаметральных плоскостях. К внутренним кольцам направляющих аппаратов приварены по два лабиринтных кольца межступенчатых воздушных уплотнений. Рабочие кольца и лабиринтные кольца направляющих аппаратов имеют мягкие, легко прирабатываемые покрытия.
Передняя опора ротора — шариковый, радиально-упорный подшипник с разрезной внутренней обоймой. Наружная обойма подшипника установлена в упругом стакане типа «беличье колесо» с жёстким ограничителем хода для демпфирования колебаний ротора. Фланец упругого стакана крепится к промежуточному корпусу. Смазка шарикоподшипника осуществляется тремя форсунками, установленными на корпусе центрального привода. Проникновению масла в полость ротора препятствуют два контактных уплотнения и одно лабиринтное. Камера сгорания двигателя кольцевого типа, прямоточная. Предназначена для превращения химической энергии топлива в тепловую и подвода тепла к рабочему телу (воздуху).
Камера сгорания расположена между КВД и сопловым аппаратом турбины высокого давления, состоит из корпуса, диффузора со спрямляющим аппаратом ступени КВД и жаровой трубы. Камера сгорания диффузором сцентрирована по рабочему кольцу ступени КВД и соединена передним фланцем корпуса с помощью болтового соединения. К сопловому аппарату ТВД и статору ТНД камера сгорания закреплена задним фланцем корпуса с помощью болтового соединения, в котором часть болтов выполнена призонными. Диффузор со спрямляющим аппаратом ступени КВД установлен в корпусе камеры сгорания и закреплён на его переднем фланце. Диффузор состоит из наружной и внутренней оболочек, соединённых между собой спрямляющими лопатками.
Жаровая труба кольцевого типа подвешена в кольцевом канале корпуса камеры сгорания на полых втулках, окружающих рабочие топливные форсунки и фиксирующихся по отверстиям в обтекателе. Своим наружным и внутренним кожухами жаровая труба опирается на сопловой аппарат ТВД.
Турбина — осевая, реактивная, пятиступенчатая. От первой ступени приводится КВД, от второй — КНД, от 3-5 ступеней приводится вентилятор.
Передняя опора — шариковый, радиально-упорный подшипник с разрезной внутренней обоймой. Наружная обойма установлена в стакане типа «беличье колесо», поверх его одет корпус опоры. Между корпусом опоры и упругим стаканом предусмотрена замкнутая полость. ограниченная маслоуплотнительными кольцами, которая заполняется маслом, образуя масляный демпфер во время работы двигателя. Задняя опора каскада низкого давления — роликоподшипник, монтируется в стакане ТНД. Передняя опора каскада высокого давления — шариковый, радиально-упорный подшипник с разрезной внутренней обоймой. Наружная обойма установлена в стакане типа «беличье колесо», с жёстким ограничителем хода (нелинейно-упругая опора). Задний роликовый подшипник на масляном демпфере.
Задние подшипники каскада НД и ВД сведены в одну смазочную полость, которая находится за рабочим колесом ТНД.
Характеристики Д-36:
- Чрезвычайная тяга на уровне моря при МСА — 6500 кгс
- Удельный расход топлива — 0,63 кг на кгс в час
- Крейсерский режим на высоте 8 км, при скорости 0,75 Маха — 1600 кгс
- Масса — 1124 кг